# Fulbert de Beine
Fulbert de Beine también Fulbert de l'Aigle (c. 990-1027), fue un noble normando, primer barón de L'Aigle, fundador del castillo y primer referente de la familia de l'Aigle, cerca del río Risle.
Se desconoce la identidad de sus ancestros. L'Aigle era una plaza estratégica para la defensa del Ducado de Normandía pues cerca confluyen el río Risle, el Iton y el Avre antes de seguir sus respectivos cauces hacia el mar. El Avre llegó a ser una frontera natural de la Normandía histórica. En la lista de testigos que aparece en la confirmación de Ricardo II de Normandía en la abadía de Bernay (1025) aparece la figura de un Fulbert, pero no se ha identificado su toponímico. Orderico Vital cita que Fulbert y sus descendientes eran mecenas del monasterio de Saint-Evroul. Orderico solo se limita a mencionar a Fulbert de Beine por ser el padre de Hiltrude, esposa de Guillermo fitz Giroie, uno de los fundadores de Saint-Evroul, y que Fulbert había construido un castillo en 1010.

## Herencia
Se casó con una dama llamada Richeride, fruto de esa relación hubo varios hijos. A destacar:
- Egmoud de l'Aigle;
- Engenulfo de l'Aigle, murió el 14 de octubre de 1066 en la batalla de Hastings.
- Hiltrude de l'Aigle, casada con Guillermo fitz Giroie.